# Remis
I skak er en remis et resultat af et spil, der ender i en uafgjort. Normalt er en remis et halvt point hver for begge spillere i turneringer, mens en vundet parti giver et point til vinderen og intet til taberen.
I de fleste situationer sker et remis, når det ser ud til, at ingen af siderne vil vinde. Remiser er kodificeret ved forskellige skakregler, inklusive pat (hvor en spiller ikke kan foretage sig nogen legale træk, og ikke står i skak), stillingsgentagelse (når den samme stilling optræder tre gange og den samme spiller skal trække) og halvtredstræksreglen (når de seneste halvtreds på hinanden følgende træk foretaget af begge spillere ikke resulterer i erobring af materiale eller flytning af bønder). En remis kan også ske hvis ingen af spillerne har nok materiale til at sætte sin modstander skakmat, eller når der ikke findes en sekvens af legale træk, der kan føre til skakmat.
Medmindre specifikke turneringsregler forbyder det, kan spillerne aftale remis på hvilket som helst tidspunkt. Etiske betragtninger kan gøre remis ualmindelig i situationer, når mindst en af spillerne har en fornuftig chance for at vinde.
Indtil 1867 blev turneringsspil, der endte i remis, spillet om. Turneringen i Paris i 1867 havde så mange remiser, der skulle spilles igen, at det gav organisatoriske problemer. I 1868 besluttede British Chess Association at give et halvt point til hver spiller i stedet for at genspille partiet.